# Étienne-Jules Marey
Étienne-Jules Marey, född 5 mars 1830 i Beaume, departementet Côte-d'Or, död 15 maj 1904 i Paris, var en fransk fysiolog. 
Marey blev medicine doktor i Paris 1859 och Pierre Flourens efterträdare vid Collège de France 1867. Han arbetade med synnerlig iver för utbildningen av den grafiska metoden inom alla delar av fysiologin. I detta avseende bör i synnerhet framhållas hans efter en ursprungligen amerikansk idé till en utmärkt fulländning utvecklade användning av lufttransporten för upptecknande av alla möjliga rörelser inom djurkroppen, vidare hans apparat för undersökning av pulsen (sfygmografen) samt hans synnerligen vackra tillämpning av ögonblicksfotografin i den grafiska metodens tjänst (även denna sistnämnda utgående från en amerikansk förebild). Dessa metoder nyttjade han vid en stor mängd undersökningar, bland vilka de över lokomotionen hos människan och djuren samt över blodomloppet intar främsta rummet. 
De viktigaste av Mareys arbeten är Recherches sur la circulation du sang (1859), Du mouvement dans les jonctions de la vie (1868), La machine animale. Locomotion terrestre et aérienne (1873), La méthode graphique (1878), La circulation du sang (1881) och Le vol des oiseaux (1889). De i hans laboratorium utförda arbetena utgavs i fyra band med titeln Physiologie expérimentale. Travaux du laboratoire (1875–79). År 1898 inrättades i Boulogne nära Paris Institut Marey, ett laboratorium för studiet av den experimentella fysiologins metoder. Marey blev ledamot av Vetenskapssocieteten i Uppsala 1878.
Asteroiden 3456 Etiennemarey är uppkallad efter honom.